# Azizbek Murodov
Azizbek Murodov (ur. 13 lipca 1990) – uzbecki zapaśnik walczący w stylu klasycznym. Zajął 15. miejsce na mistrzostwach świata w 2013. Piąty w igrzyskach azjatyckich w 2010. Brązowy medal na mistrzostwach Azji w 2011. Mistrz świata juniorów w 2009 roku.